# Jean Silvestre
Jean Silvestre (* 21. April 1889 in Ferrières (Belgien); † 18. Januar 1945 im KZ Neuengamme) war ein belgischer römisch-katholischer Geistlicher und Märtyrer.

## Leben
Jean Silvestre (auch: Sylvestre) wurde während des Ersten Weltkriegs zum Priester geweiht. Die Stationen seines Wirkens waren: Vikar in Hollogne-aux-Pierres (Grâce-Hollogne, westlich Lüttich), in Soumagne (zwischen Lüttich und Verviers) und ab 1923 in Celles. Nach einer Zeit als Missionar in Brasilien unterrichtete er am Kleinen Seminar St-Roch in Ferrières. 1936 wurde er Pfarrer in Lavoir (Ortschaft der Gemeinde Héron, nordwestlich von Huy).
Wegen Widerstandsaktivitäten wurde er am 19. August 1944 festgenommen und kam in das KZ Neuengamme. Dort starb er am 18. Januar 1945 im Alter von 55 Jahren.

## Gedenken
In Lavoir wurde am 8. Oktober 1945 ein Gedenkgottesdienst abgehalten und an der Außenwand der Kirche St-Hubert eine Gedenktafel eingeweiht.